# Oliver Oakes
Oliver Oakes (Norfolque, 11 de janeiro de 1988) também conhecido como Oli Oakes, é um ex-piloto, empresário e gerente de equipe britânico que atuou como chefe da equipe de Fórmula 1 da Alpine de julho de 2024 a maio de 2025. Ele foi campeão mundial de kart em 2005, e já fez parte da Red Bull Junior Team e foi diretor executivo e chefe de equipe da Hitech GP.
Oakes passou para o gerenciamento de equipe quando montou sua primeira equipe de kart em 2011, antes de lançar a equipe júnior para corridas de monopostos Hitech em 2015.

## Carreira

### Como piloto
Oakes iniciou sua carreira no kart, onde foi duas vezes campeão do British Open aos 12 anos. Sua carreira no kart terminou após vencer o Campeonato Mundial de Kart em 2005, aos 17 anos de idade. Suas performances o fizeram atrair a atenção do Red Bull Young Driver Program, ao lado dos graduados da Fórmula 1 Sebastian Vettel, Brendon Hartley, Jaime Alguersuari e Sébastien Buemi.
Passando para o automobilismo em 2006, Oakes estreou na Fórmula BMW com a Carlin Motorsport, onde conquistou a pole position e a vitória em sua primeira corrida. Conquistando ainda três pódios e uma série de resultados fortes, ele terminou a temporada no sexto lugar na classificação geral no Campeonato de Fórmula BMW do Reino Unido. Ele foi indicado ao Prêmio McLaren Autosport BRDC.
Em 2007, Oakes ingressou na Motopark para a temporada de 2007 da Eurocopa de Fórmula Renault, na qual terminou na 12ª colocação.
Oakes juntou-se à Eurotek Motorsport para competir no Campeonato Britânico de Fórmula 3 em 2008, conquistando a pole position na rodada final em Donington.
Ele se mudou para a Carlin Motorsport em sua campanha de 2009, mas saiu após duas rodadas. Oakes assumiu funções de piloto de testes pelo resto de 2009 e correu na GP3 Series em 2010 pela equipe Atech CRS, terminando em 28º no campeonato.

### Como gerente de equipe
Em 2010, Oakes esteve envolvido em várias funções de equipe, mantendo uma afiliação contínua com a Tony Kart. Fundado a equipe de kart Team Oakes em 2011, e prestando serviço de gerenciamento.
Em 2015, Oakes em parceria com David Hayle transformou a HiTech Racing Ltd. — fundada por Hayle e Dennis Rushen em 2002 — e seus ativos em uma nova empresa, a HiTech Grand Prix Ltd, para competir no Campeonato Europeu de Fórmula 3 da FIA. Com Oakes se tornando diretor executivo e chefe de equipe da Hitech GP.
Em 31 de julho de 2024, Oakes foi anunciado como chefe da equipe de Fórmula 1 da Alpine após a saída de Bruno Famin em agosto de 2024, quando ele passou a liderar a equipe. Porém, Oakes renunciou ao cargo em maio de 2025.